# Талахон
Талахон — тренд молодёжной культуры в Германии.
Происходит, вероятно, от арабского выражения تعال هنا‎ — дословно — «иди сюда» и стало популярым благодаря песне «TA3AL LAHON» рэпера Хасана курдско-сирийского происхождения. С тех пор в TikTok под хэштегом #talahon представляют себя в основном молодые иммигранты.

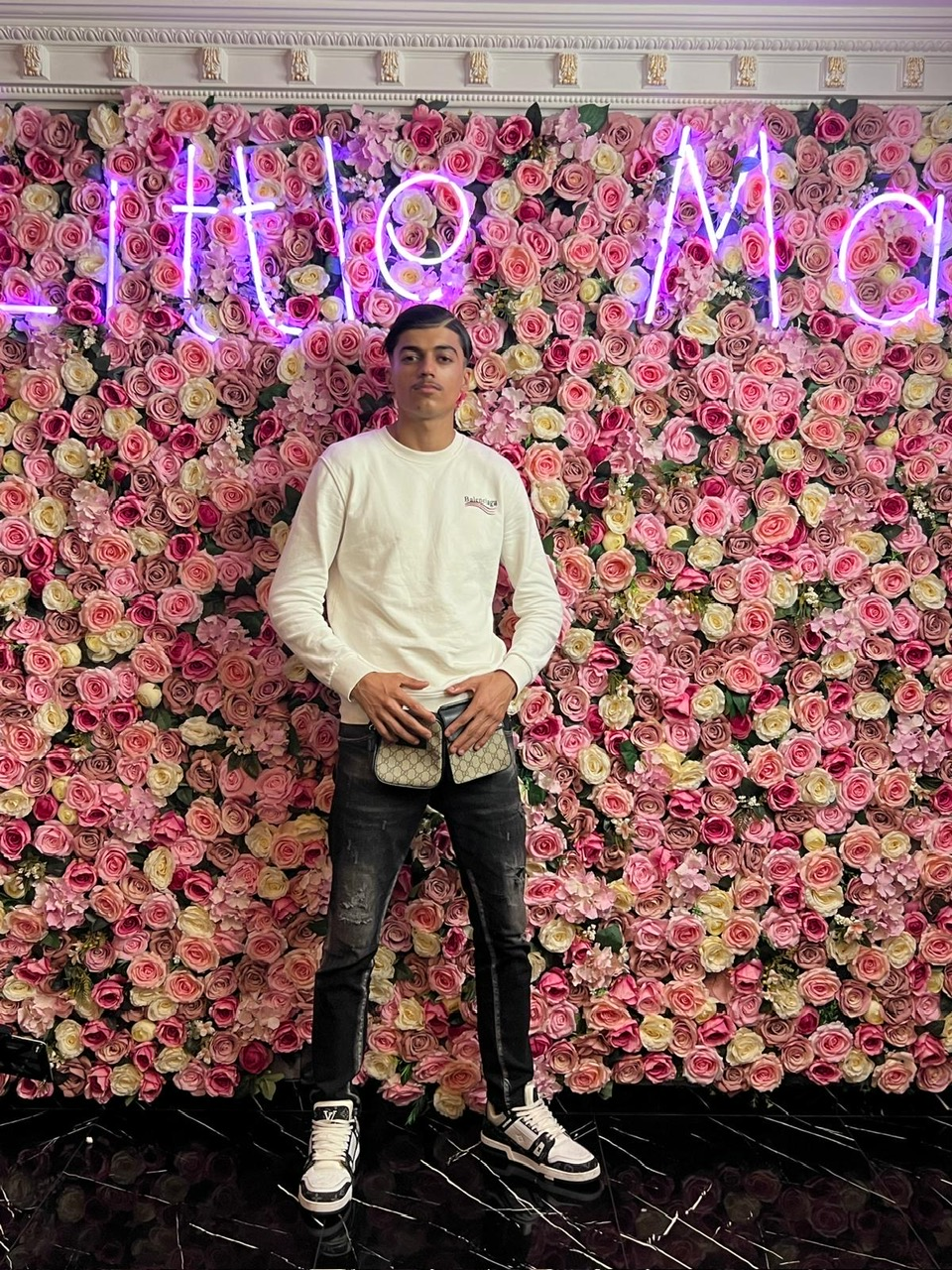
«Талахон» позирует с поясная сумка

Атрибутами субкультуры являются продукция Louis Vuitton, поддельные аксессуары Balenciaga, парфюм и поясные сумки и кепки Gucci; а также узкие джинсы, тонко выбритые боковые проборы и толстые серебряные цепочки.
Для видео талахонов характерно сатиричное изображение гангстеров, а также жестокие и сексистские высказывания. На видео молодые горожане позируют в мачо-гангстерских позах, снимают на видео бой с тенью друг друга или отжимаются перед главным вокзалом в крупных городах
Слово «талахон» дошло до финального отбора на конкурсе молодёжное слова года в Германии.